# Emili Grin Bolč
Emili Grin Bolč (8. januar 1867 - 9. januar 1961) bila je američka ekonomistkinja i spisateljica.
Bila je članica kvejkerske zajednice i dobila je Nobelovu nagradu za mir 1946. godine za njen rad sa Ženskom međunarodnom ligom za mir i slobodu.
Bolč je uspešno kombinovala akademsku karijeru u Velesli koledžu sa dugogodišnjim interesovanjem za društvena pitanja kao što su siromaštvo, eksploatacija dece i imigracija, kao i pitanja radnih naselja koja postoje kako bi se smanjila maloletnička delikvencija. Angažovala se u mirovnom pokretu početkom Prvog svetskog rata 1914. godine i započela saradnju sa Džejn Adams iz Čikaga. Odbila je da podrži ratne napore kada su SAD ušle u rat 1917, te je izgubila mesto profesora na Velesli koledžu.